# United Breweries
United Breweries est une entreprise brassicole et de spiritueux indienne. Elle est notamment connue pour produire la bière Kingfisher.

## Histoire
En juin 2021, Heineken monte sa participation dans United Breweries de 46,5 % à 61,5 % pour l'équivalent de 781 millions de dollars. Heineken avait pris une participation dans United Breweries de 37,5 % en 2008 quand il avait pris possession de Scottish & Newcastle.

## Marques

### Beer
- Kingfisher Blue - Premium Beer
- Kingfisher Strong- Strong Beer
- Kingfisher Premium - Mild Beer
- Kingfisher Ultra
- Kingfisher Red - Strong Beer
- London Pilsner - Premium Beer